# Estação Ferroviária de Machede
A Estação Ferroviária de Machede é uma interface ferroviária encerrada do Ramal de Reguengos, que servia a localidade de Nossa Senhora de Machede, no município de Évora, em Portugal.

## História

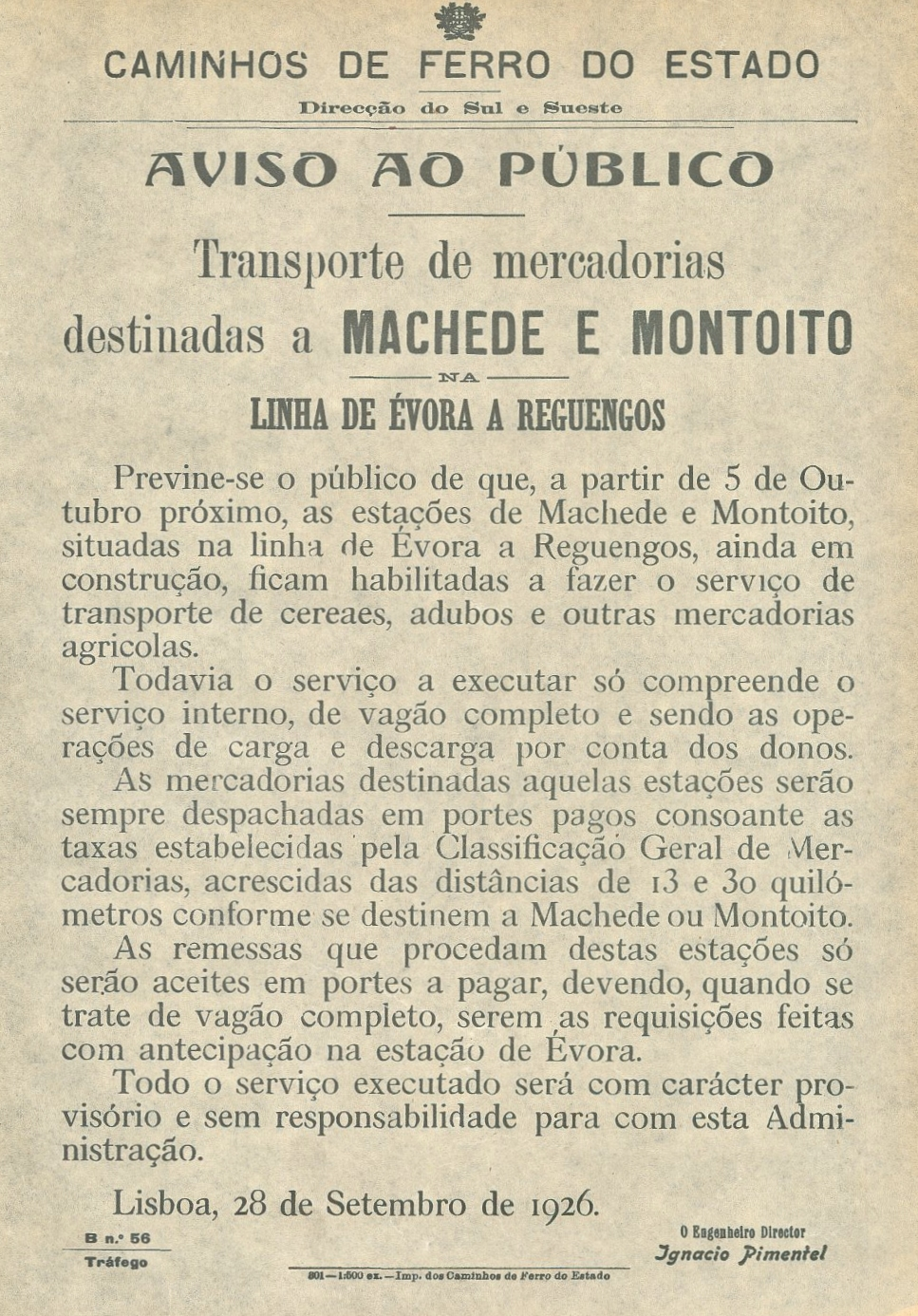
Aviso de 1926, relativo à abertura provisória das estações de Machede e Montoito.

Esta estação abriu ao serviço de forma provisória, só para mercadorias, em 5 de Outubro de 1926, segundo um aviso de 28 de Setembro de 1926 dos Caminhos de Ferro do Estado.
O Ramal de Reguengos foi inaugurado no dia 6 de Abril de 1927.
Em 17 de Setembro de 2024, a antiga estação de Machede foi o palco da cerimónia de inauguração da Ecopista de Reguengos, construída no leito do antigo ramal.